# Kirchspielwald-Ibacher Moos
Das Natur- und Waldschutzgebiet Kirchspielwald-Ibacher Moos befindet sich auf dem Gebiet der Gemeinden Dachsberg (Südschwarzwald), Görwihl, Herrischried, Ibach (Schwarzwald) und Todtmoos im Landkreis Waldshut.

## Kenndaten
Das Schutzgebiet Kirchspielwald-Ibacher Moos wurde mit der Verordnung des Regierungspräsidiums Freiburg und der Forstdirektion Freiburg vom 27. November 2001 ausgewiesen. Es wird unter der Schutzgebietsnummer 3.262 geführt. Der CDDA-Code für das Naturschutzgebiet lautet 318656  und entspricht der WDPA-ID.

## Lage und Beschreibung
Das Naturschutzgebiet Kirchspielwald-Ibacher Moos hat eine Größe von rund 570 ha und erstreckt sich über die Gemeinden Dachsberg (Südschwarzwald) mit 45,904 ha auf der Gemarkung Wolpadingen, Görwihl mit 223,8822 ha auf der Gemarkung Strittmatt, Herrischried mit 52,0942 ha auf der Gemarkung Wehrhalden, Ibach (Schwarzwald) mit 237,0494 ha und Todtmoos mit 10,5858 ha.
Das Waldschutzgebiet (Schonwald) hat eine Größe von rund 282 ha. Im Bereich „Brunnmättlemoos“ sind rund 44,5 ha gleichzeitig Naturschutzgebiet und Schonwald.
Das Waldschutzgebiet (Schonwald) umfasst zwei Teilbereiche. Der Teilbereich „Althüttenmoos“ liegt ca. 1,5 km südwestlich vom Ortsteil Oberibach der Gemeinde Ibach. Der Teilbereich „Brunnmättlemoos/Langmoos“ liegt ca. 3 km südöstlich von der Gemeinde Todtmoos.
Das Naturschutzgebiet Kirchspielwald-Ibacher Moos ist ein landesweit bedeutsames Moorgebiet mit zahlreichen gefährdeten, zum Teil vom Aussterben bedrohten Tier- und Pflanzenarten. Es beinhaltet ein Mosaik aus unterschiedlichen Lebensräumen wie naturnahe Wälder, Moore, Borstgrasrasen, Magerwiesen und Fließgewässerabschnitte, die zum Teil von europaweiter Bedeutung sind (Richtlinie 92/43 EWG – FFH-Richtlinie-); verkehrs- und siedlungsarmer, relativ wenig gestörter Bereich.

## Schutzzweck
1. Schutzzweck des Naturschutzgebietes ist die Erhaltung und Entwicklung des Gebiets
  - als landesweit bedeutsames Moorgebiet mit zahlreichen gefährdeten, zum Teil vom Aussterben bedrohten Tier- und Pflanzenarten;
  - als Mosaik aus unterschiedlichen Lebensräumen wie naturnahe Wälder. Moore. Borstgrasrasen, Magerwiesen und Fließgewässerabschnitte, die zum Teil von europaweiter Bedeutung sind (Richtlinie 92/43 EWG – FFH-Richtlinie -);
  - als Verkehrs- und siedlungsarmer, relativ wenig gestörter Bereich.
2. Schutzzweck des Waldschutzgebietes (Schonwald) ist es,
  - die naturnahen Bergmischwaldgesellschaften aus Tanne, Fichte, Buche und Bergahorn sowie anderen standorttypischen Laubbaumarten, die naturnahen Fichtenwälder und die Spirkenwaldgesellschaften in den Hochmooren ("Brunnmättlemoos/Langmoos") zu erhalten und zu fördern, zu entwickeln und ggf. zu verjüngen;
  - eine vielschichtige Bestandesstruktur zu schaffen, zu erhalten und zu fördern insbesondere mit dem Ziel möglichst lichter Waldstrukturen;
  - das vorhandene Beerstrauchvorkommen zu erhalten und dessen Ausbreitung zu fördern;
  - durch geeignete waldbauliche Maßnahmen dauerhaft günstige Auerwildhabitatstrukturen zu erhalten bzw. zu schaffen.